# 600 nm
600 nm désigne un procédé de fabrication des semi-conducteurs, gravés avec une finesse de 0,6 micromètre. Les premiers processeurs possédant cette technologie sont apparus sur le marché en 1994.

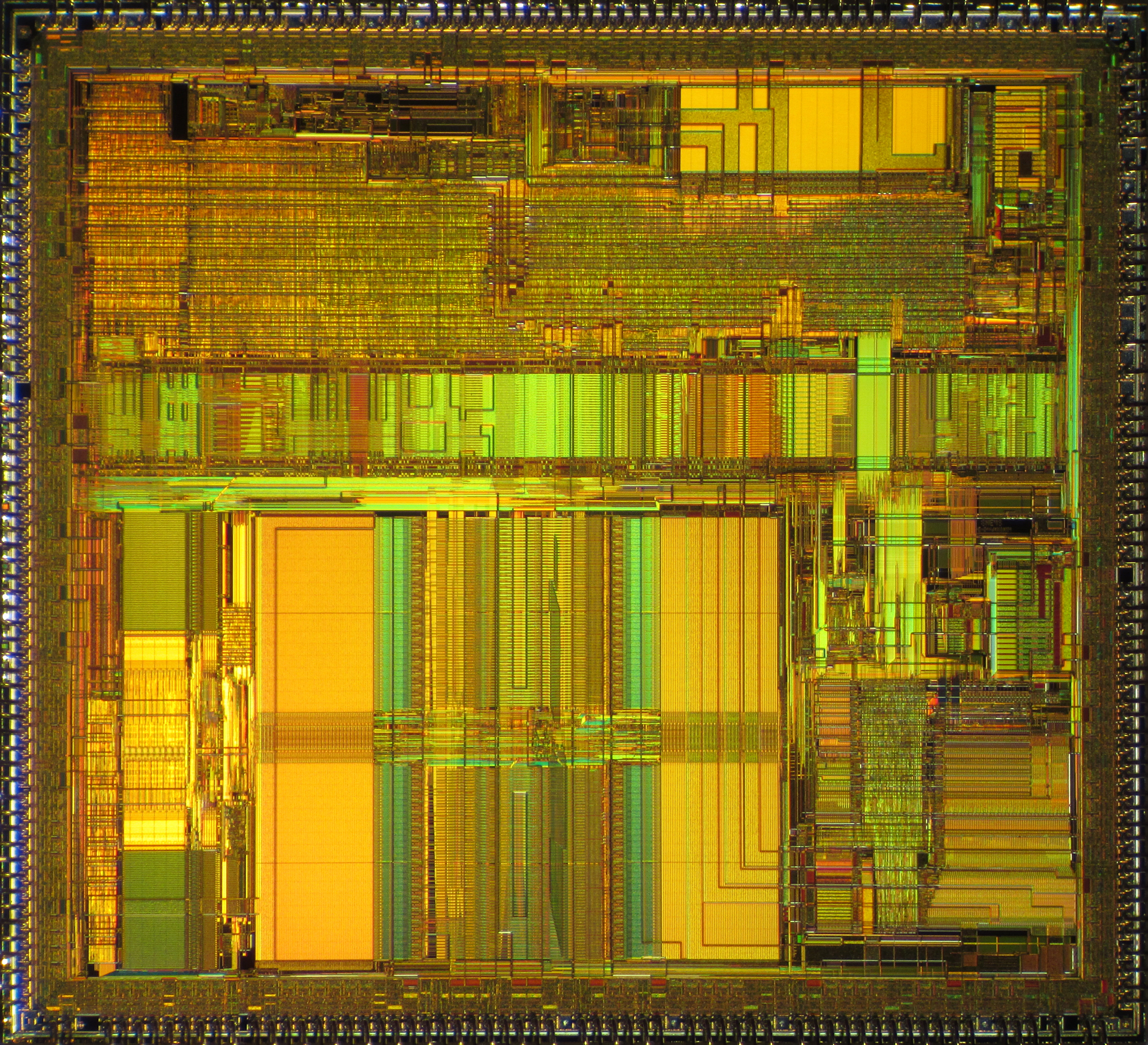
Processeur 80486 DX4

Selon la feuille de route de l'ITRS le successeur du 600 nm est la technologie 350 nm.

## Processeurs gravés dans la technologie 600 nm
- Intel 80486DX4
- IBM/Motorola PowerPC 601, la première puce PowerPC
- Intel Pentium CPUs à 75 MHz, 90 MHz et 100 MHz[1]